# Gare de Mollet-Sant Fost
La gare de Mollet-Sant Fost est une gare ferroviaire espagnole qui appartient à ADIF située au sud-est de la commune de Mollet del Vallès, dans la comarque du Vallès Oriental, en Catalogne. La gare se trouve sur la ligne Barcelone - Gérone - Portbou et des trains de la ligne R2, R2 Nord et R8 des Rodalies de Barcelone, opérés par Renfe s'y arrêtent.

## Histoire
Cette gare de la ligne de Granollers ou Gérone est entrée en service en 1854 lorsque le tronçon construit par les Chemins de fer de Barcelone à Granollers entre Barcelone (ancienne gare de Granollers, remplacée par la gare de Barcelone-França) et Granollers Centre est entré en service,.
En 2016, 1 063 000 passagers ont transité en gare de Mollet - Sant Fost.

## Galerie d'images

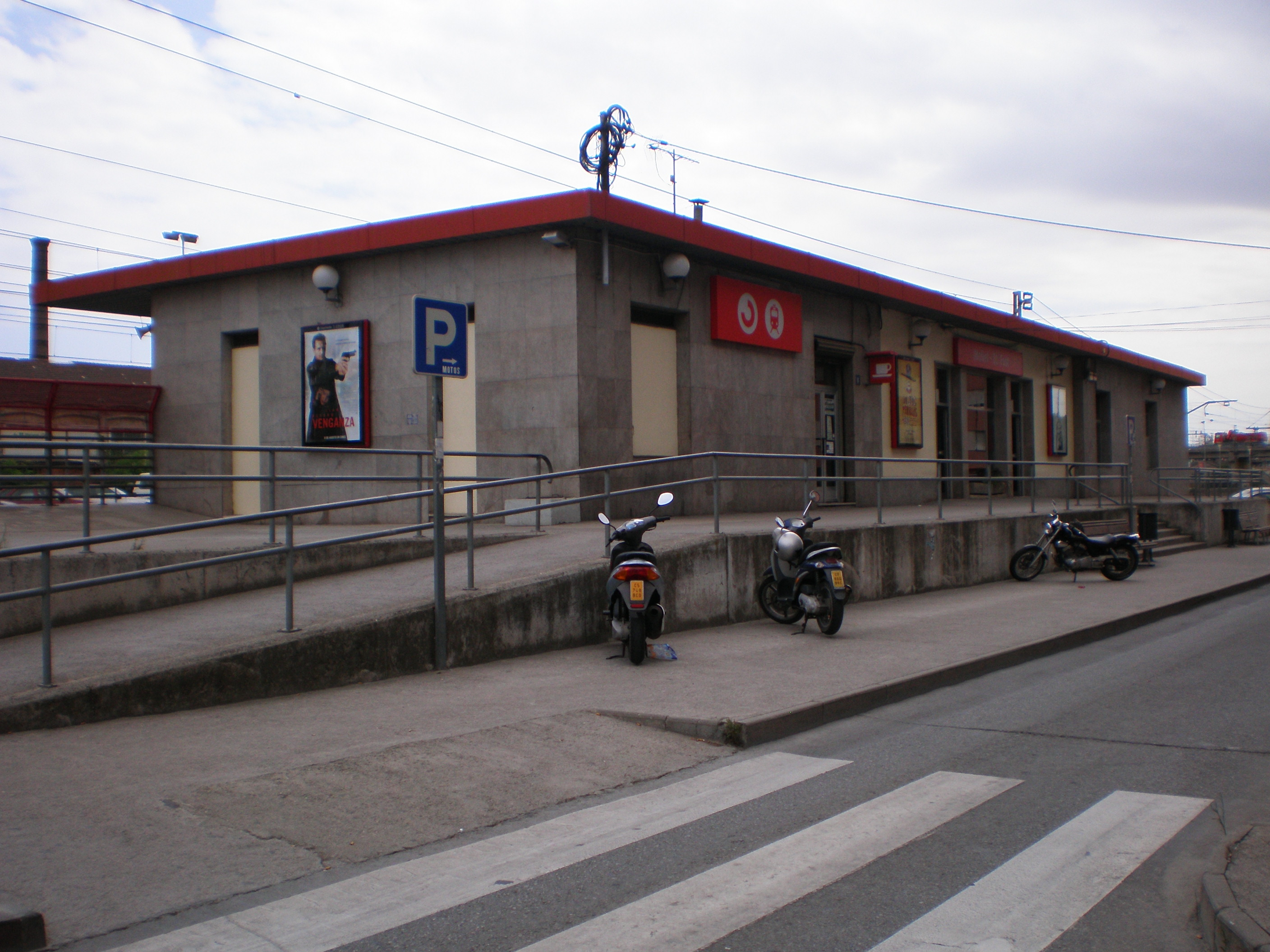
Entrée de la gare.
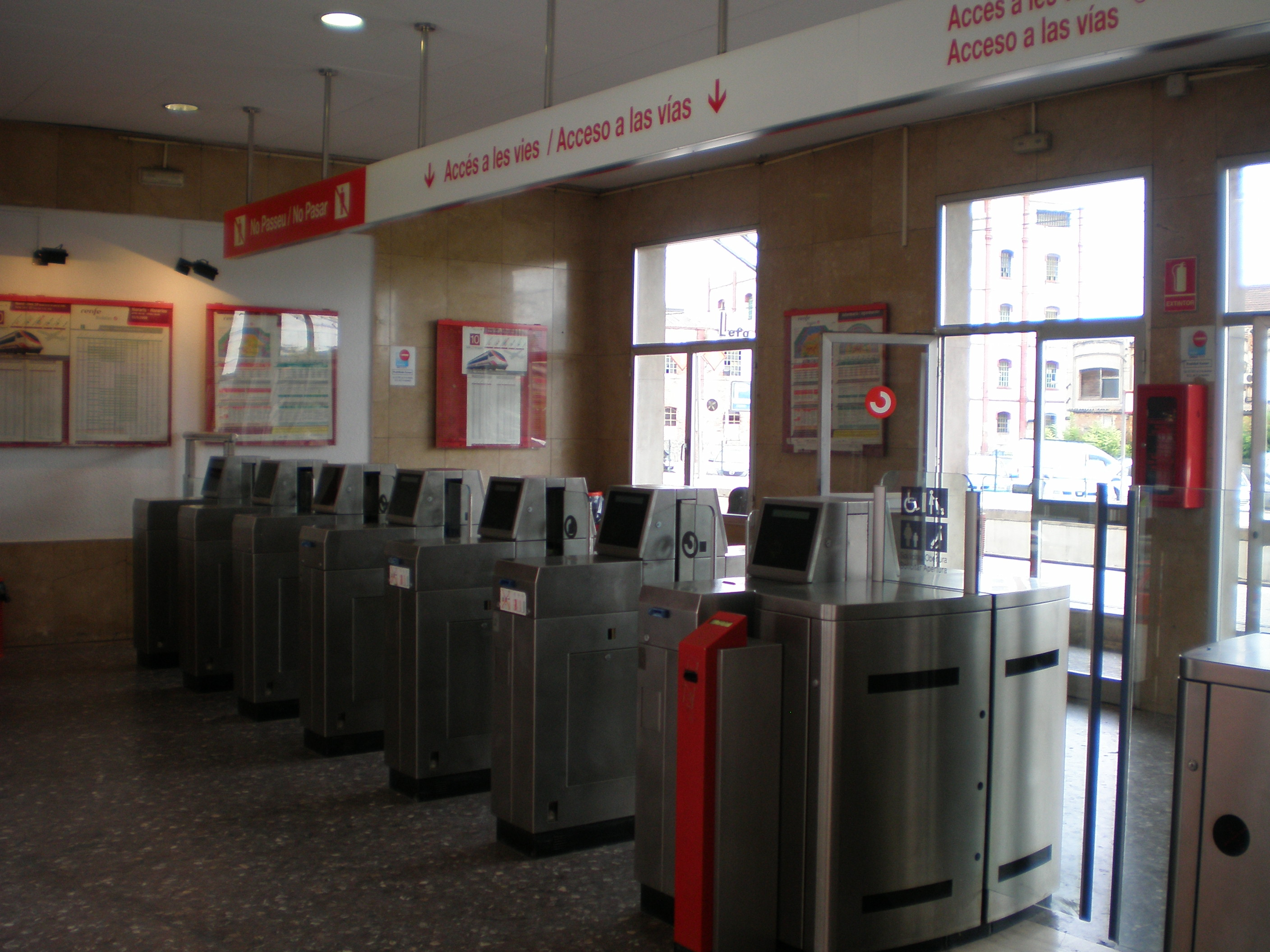
Tourniquets d’accès de la gare.
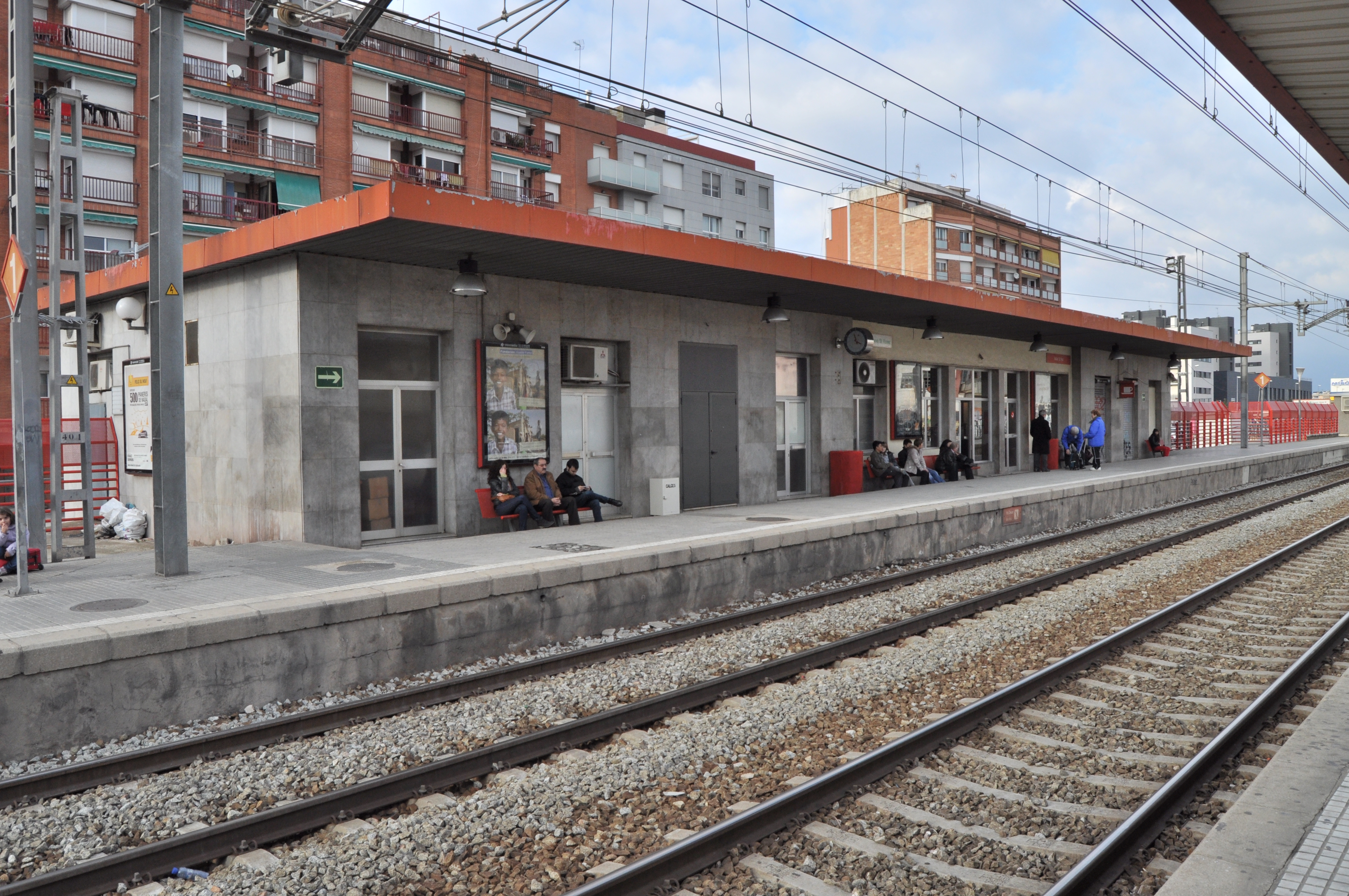
Le bâtiment, les quais et les voies.
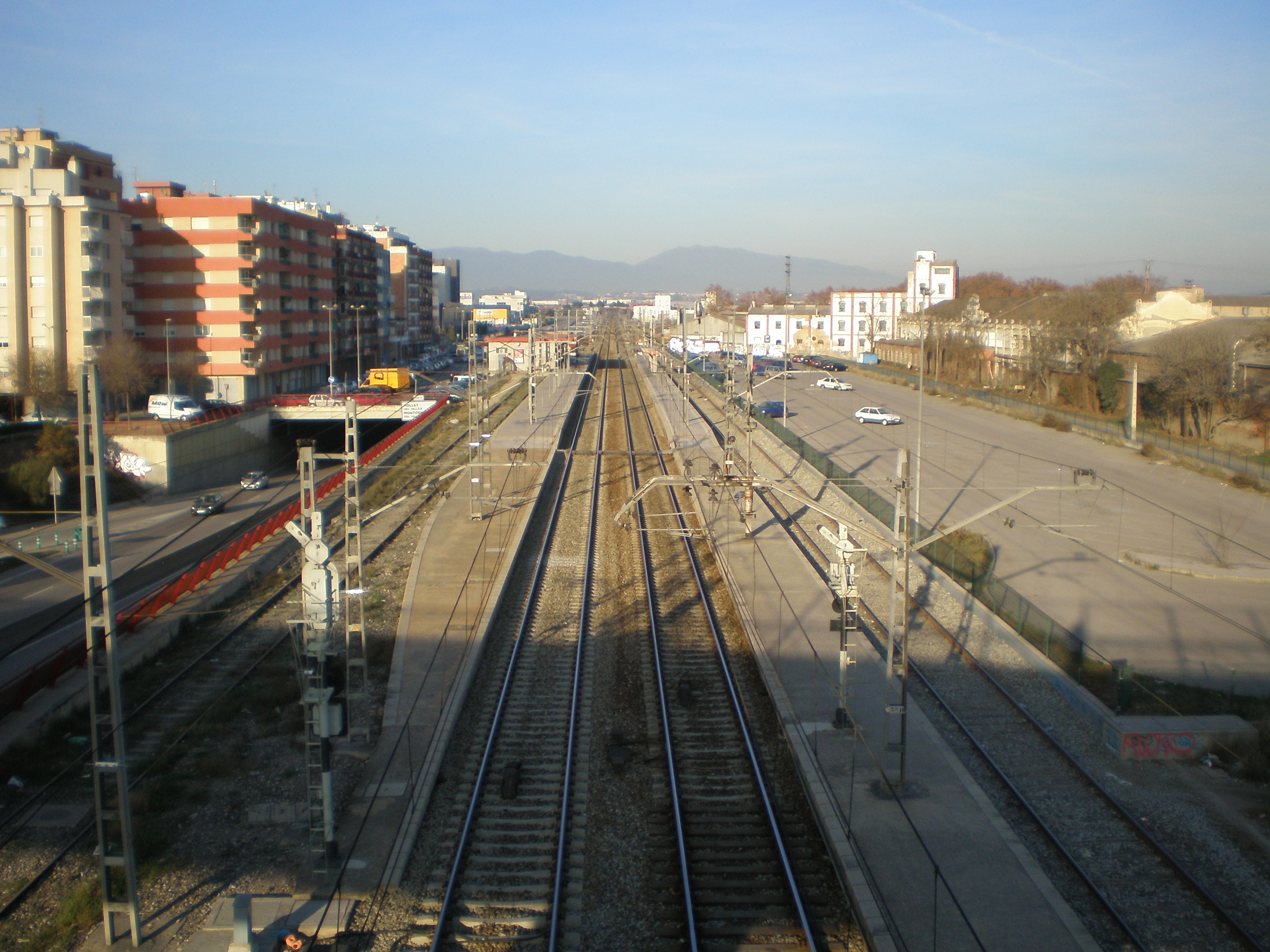
Vu en hauteur de la gare.
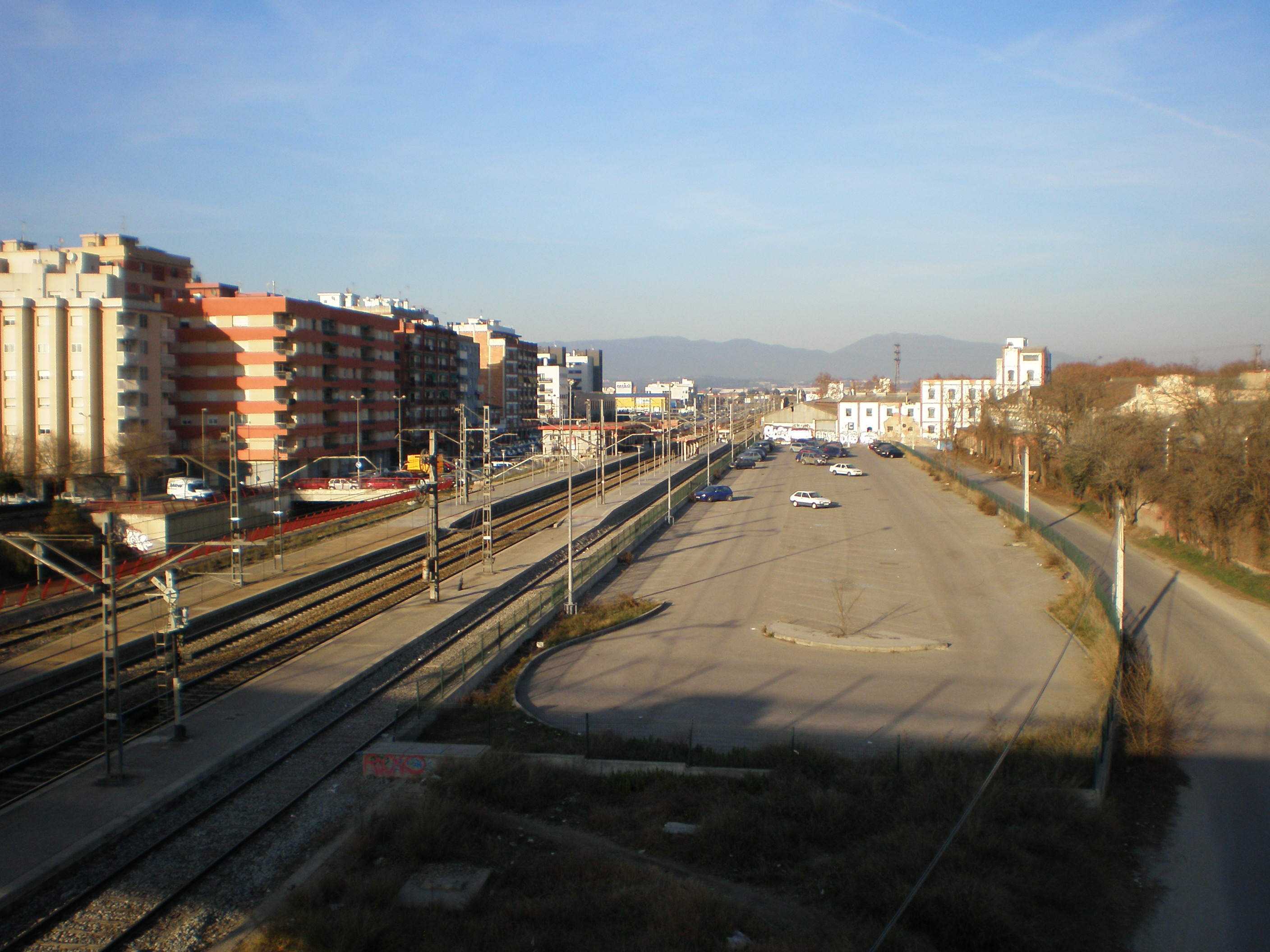
Deuxième vu en hauteur de la gare.
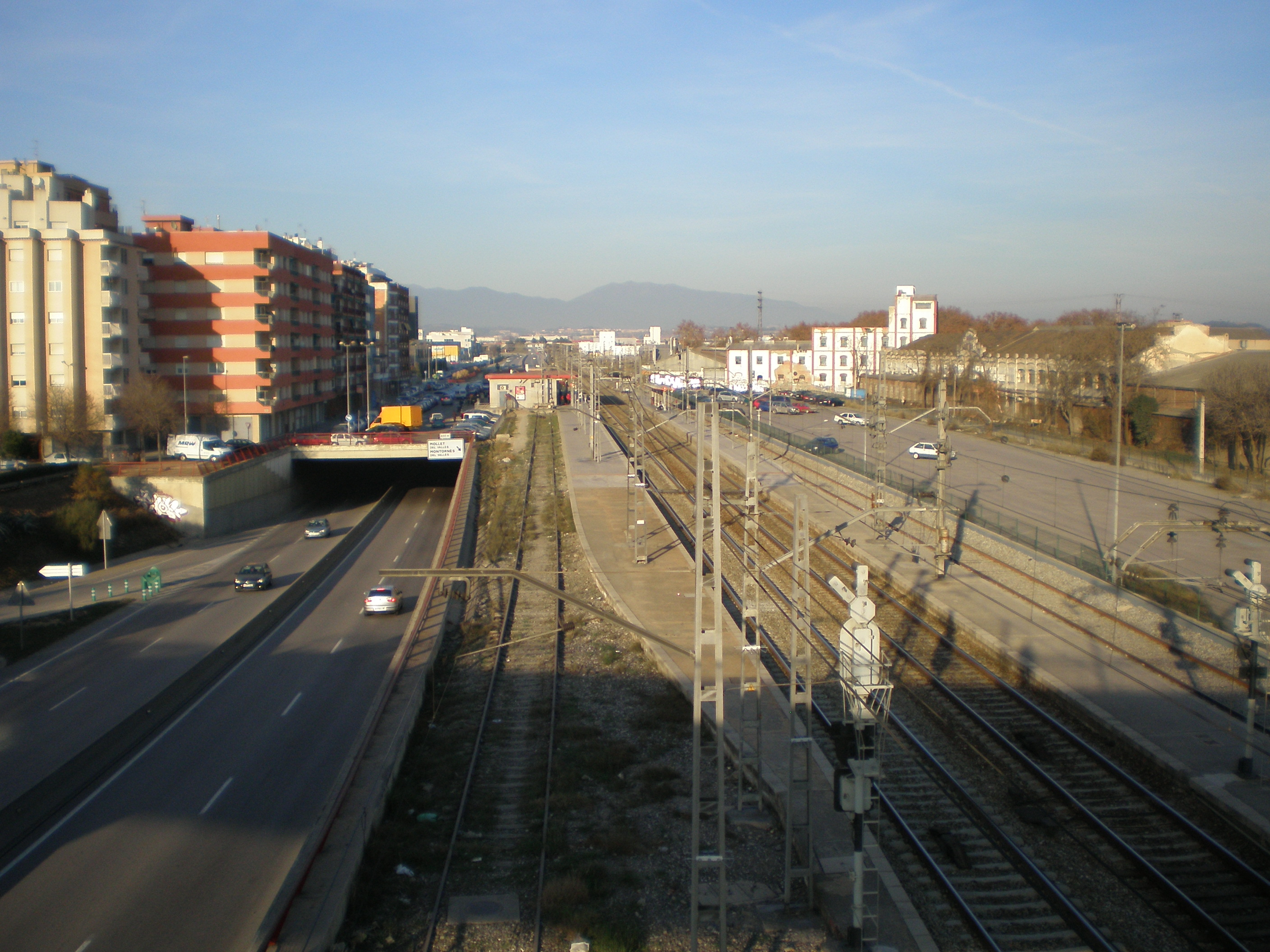
Troisième vu en hauteur de la gare.
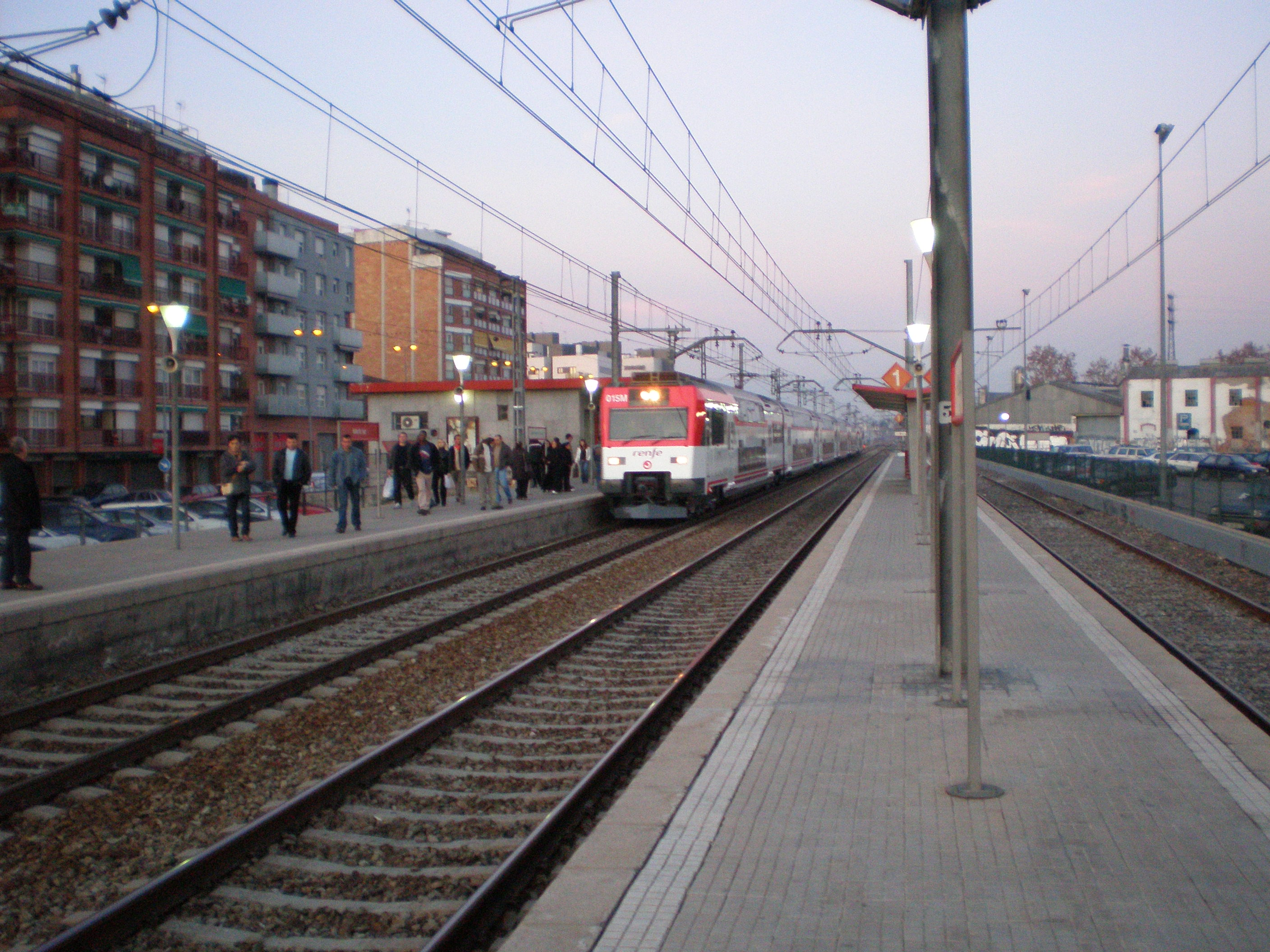
Une unité de 451 de la ligne R2 à destination de Vilanova i la Geltrú.
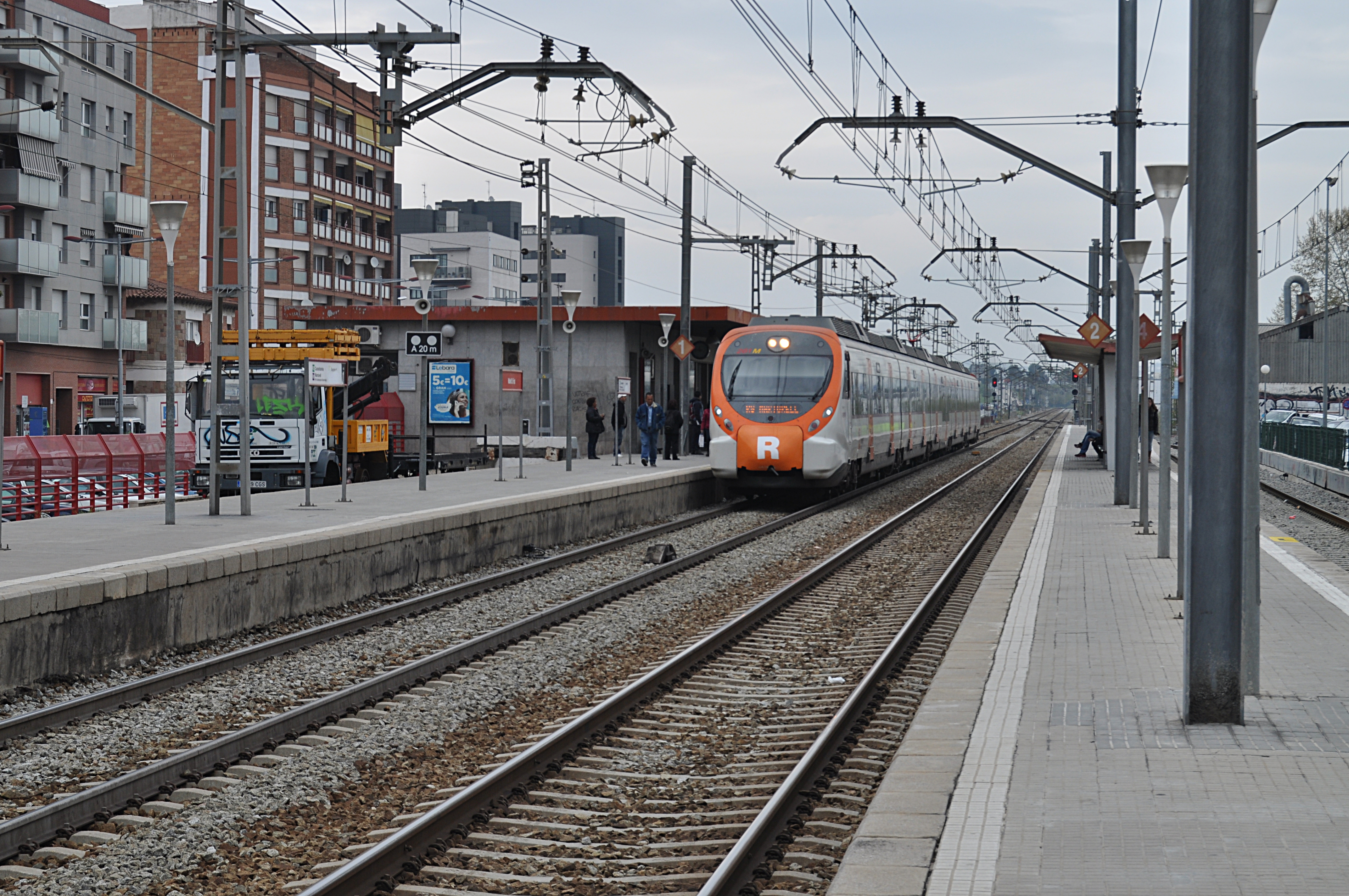
Une série Civia de la ligne R8 à destination de Martorell.
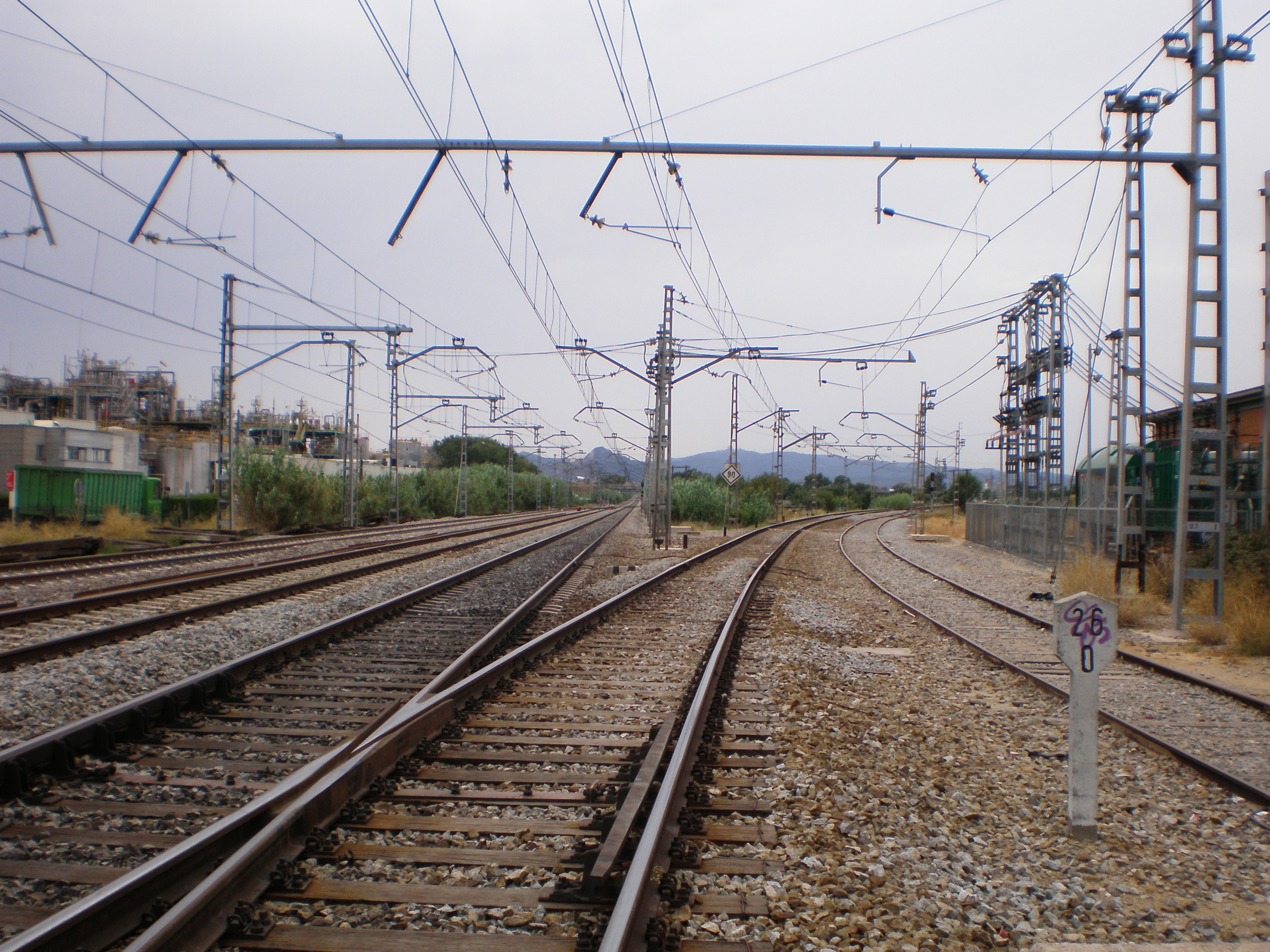
Début de la ligne Castellbisbal / el Papiol - Mollet (voies qui partent vers la droite) sur la ligne Barcelone - Gérone - Portbou.
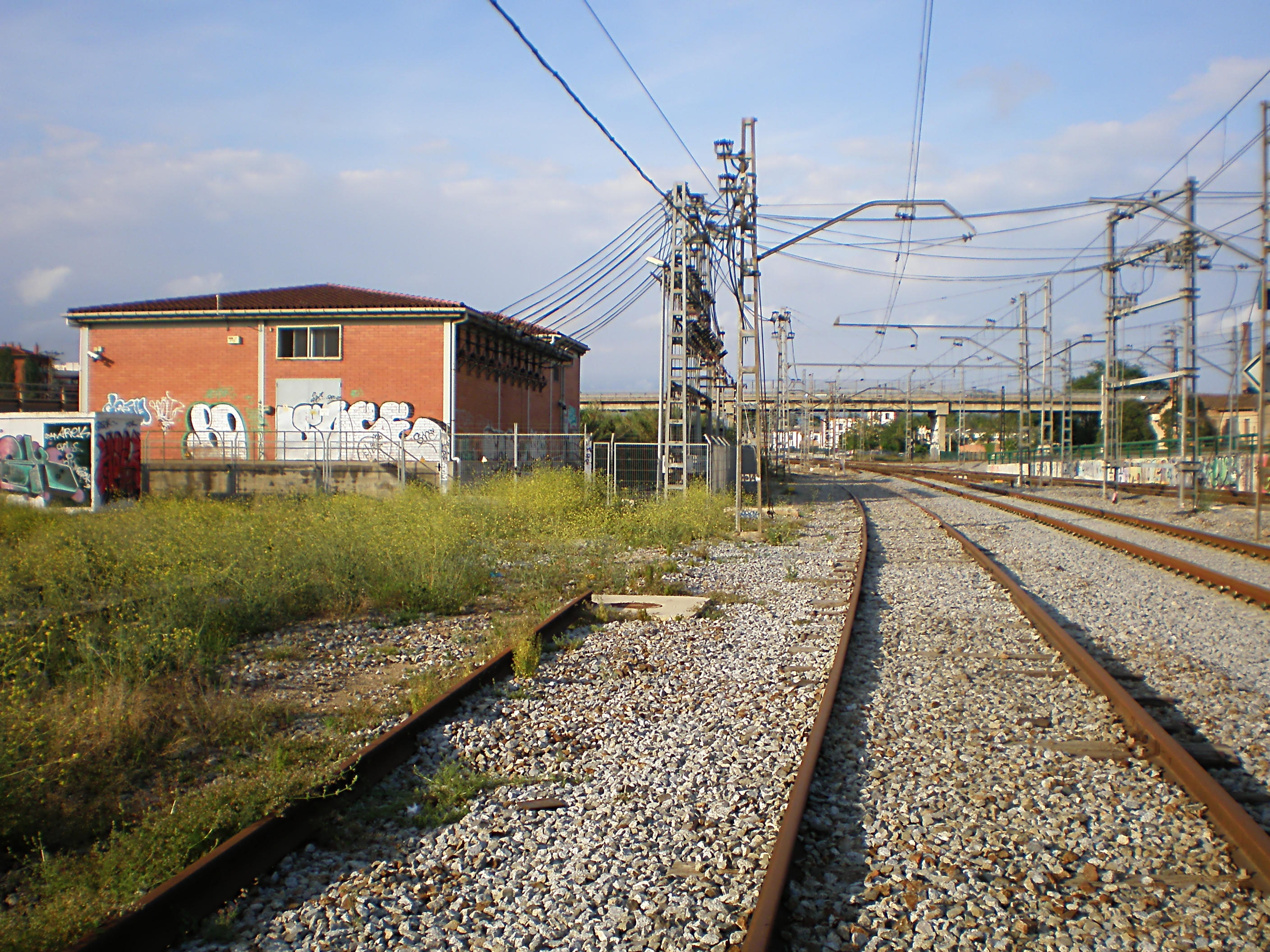
Sous-station électrique de la gare
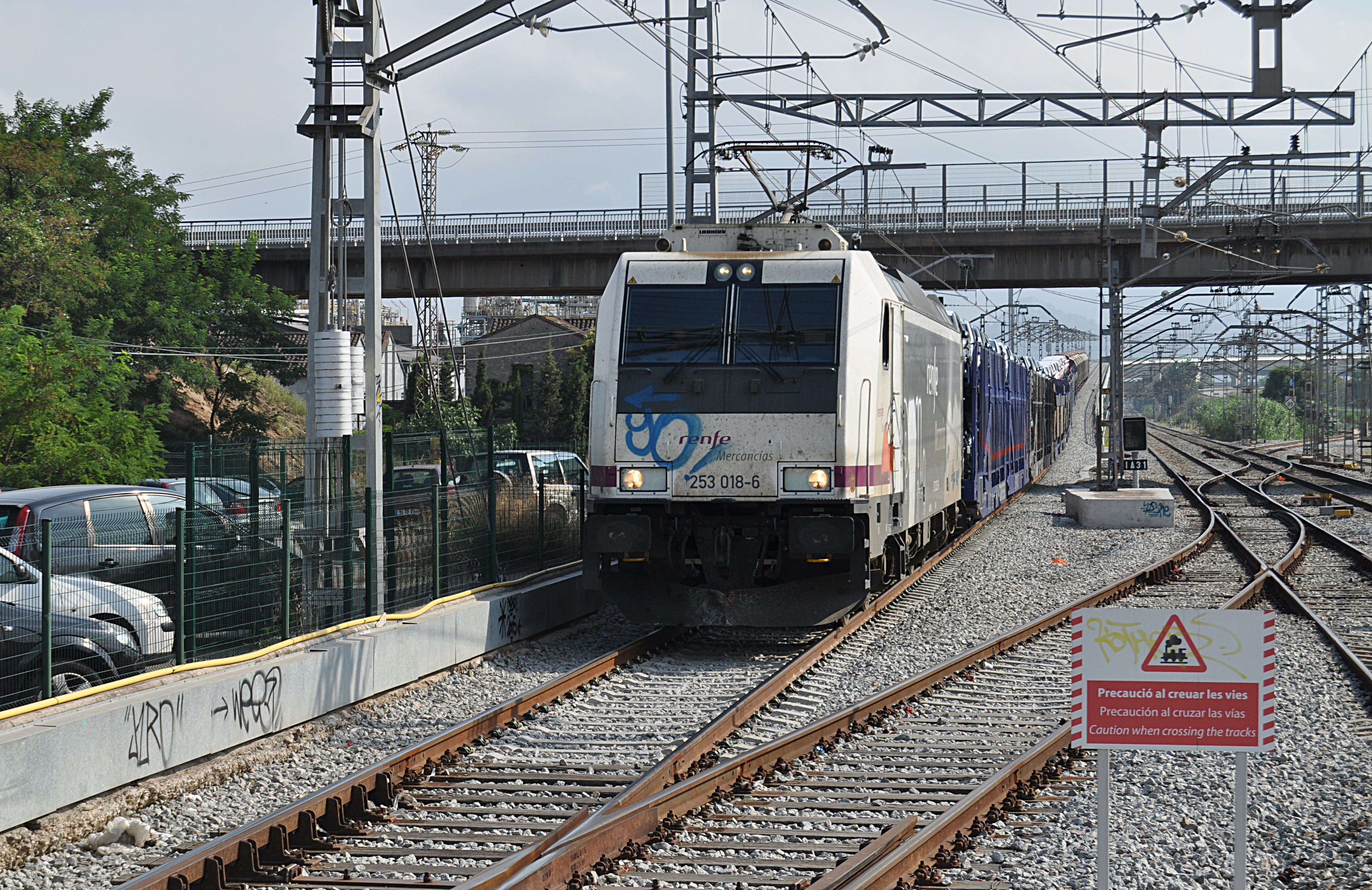
Un train marchandises entrant sur la ligne Castellbisbal / el Papiol - Mollet.